# Iñaki Sáez
José Ignacio Sáez Ruiz, detto Iñaki (Bilbao, 23 aprile 1943), è un allenatore di calcio ed ex calciatore spagnolo, di ruolo difensore.

## Carriera

### Calciatore
Iñaki Sáez inizia la sua carriera nel mondo del calcio come giocatore del Barakaldo. Nel 1973 avviene il suo passaggio nelle file dell'Athletic Club, squadra in cui diventa titolare fisso in difesa. A Bilbao gioca per 12 stagioni, entrando in campo 337 volte tra campionato e coppe varie e segnando 8 gol. Termina la sua carriera agonistica alla fine della stagione 1973/74, dopo aver vinto due Coppe del Re, una nel 1968/69 e l'altra nel 1972/73. Nel 1968 gioca due gare dell'Europeo '68, precisamente i due quarti di finale contro l'Inghilterra, e una gara amichevole contro la Svezia.

### Allenatore
Inizia la sua carriera di allenatore nella stagione 1978/79 alla guida del Bilbao Athletic. La stagione successiva viene sostituito da Javier Clemente e, nel 1980, subentra alla terza giornata sulla panchina dell'Athletic Club, che lo aveva lanciato da giocatore. Prende il posto del tecnico austriaco Helmut Senekowitsch, che la stagione precedente aveva condotto il club al settimo posto nella Liga.
La sua prima esperienza sulla panchina rojiblanca dura solo fino al termine della stagione, arrivando nono. Anche qui viene sostituito da Javier Clemente, che si era comportato molto bene con il Bilbao Athletic. Torna a sedersi sulla panchina del Bilbao Athletic nella stagione 1982/83, traghettandolo dalla Segunda División B alla Segunda División, dove non giocava dal 1969/70. La stagione seguente viene sostituito da José Ángel Iribar.
Torna sulla panchina dell'Athletic Club nella stagione 1985/86, subentrando a Javier Clemente alla ventiduesima giornata. I rojiblancos arriveranno terzi alla fine del campionato. Nella stagione 1986/87 Iñaki Sáez e José Ángel Iribar si "scambiano le panchine". Sáez si siede su quella del Bilbao Athletic (subentrando alla quindicesima giornata) e Iribar si siede su quella dell'Athletic Club. Questa volta la squadra allenata da Sáez retrocede in Segunda División B.
Rimane sulla panchina del Bilbao Athletic fino alla ventiseiesima giornata della stagione 1990/91. In questo periodo riporta la squadra in Segunda División (stagione 1988/89).
Viene chiamato nelle ultime dodici giornate di campionato della stagione 1990/91 a sedersi sulla panchina dell'Athletic Club dove resta fino a metà della stagione successiva.

#### Fuori da Bilbao
Nel 1993 lascia definitivamente Bilbao e si siede sulla panchina del Las Palmas, che in quell'anno milita in Segunda División B. Non gli riesce l'impresa di essere promosso in Segunda División e, nel 1995, lascia la squadra.
Viene chiamato ad allenare l'Albacete nella seconda metà della 1995/96, ma la sua squadra finisce ultima in classifica e retrocede dalla Primera División alla Segunda División.

#### Nazionale spagnola
Nel 1996 viene posto alla guida della nazionale spagnola under-21. Rimane fino al 2002 e in questo periodo vince un Europeo Under-21 nel 1998, un Mondiale Under-20 nel 1999, una medaglia d'argento alle Olimpiadi di Sydney 2000 ed un Europeo Under-19 nel 2002.
Dal 2002 al 2004 diviene commissario tecnico della nazionale maggiore, con la quale si qualifica e in seguito partecipa all'Europeo del 2004, dove, però, viene eliminato durante la fase a gironi.
Dal 2004 al 2008 è stato di nuovo alla guida della Spagna Under-21.

## Palmarès

### Giocatore

#### Competizioni internazionali
- Pequeña Copa del Mundo: 1

Athletic Bilbao: 1967

#### Competizioni nazionali
- Coppa di Spagna: 2

Athletic Bilbao: 1968-1969, 1972-1973

### Allenatore

#### Club
- Segunda División B: 2

Bilbao Athletic: 1982-1983, 1988-1989

#### Nazionale
- Campionato d'Europa Under-21: 1

Romania 1998
- Campionato mondiale Under-20: 1

Nigeria 1999
- Argento olimpico: 1

Sydney 2000
- Campionato d'Europa Under-19: 1

Norvegia 2002